# Australian Open 2019/Quaddoppel
Das Quaddoppel (Rollstuhl) der Australian Open 2019 war ein Rollstuhltenniswettbewerb in Melbourne und fand am 24. Januar statt.
Vorjahressieger waren Dylan Alcott und Heath Davidson, die erneut den Titel gewannen.

## Setzliste
| Nr. | Paarung                       | Erreichte Runde |
| --- | ----------------------------- | --------------- |
| 01. | Andrew Lapthorne David Wagner | Finale          |
| 02. | Dylan Alcott Heath Davidson   | Sieg            |

## Ergebnisse
Zeichenerklärung
- Q = Qualifikant
- WC = Wildcard
- LL = Lucky Loser
- ITF = qualifiziert über ITF-Ranking
- ALT = alternate (Ersatz)
- PR = Protected Ranking
- SE = Special Exempt
- r = retired (Aufgabe)
- d = Disqualifikation
- w.o. = walkover
- [ ] = Match-Tie-Break

|  | Finale |                               |   |   |      |
|  |        |                               |   |   |      |
|  | 1      | Andrew Lapthorne David Wagner | 3 | 7 | [10] |
|  | 2      | Dylan Alcott Heath Davidson   | 6 | 6 | [12] |
|  |        |                               |   |   |      |